# Xã New Haven, Quận Franklin, Missouri
Xã New Haven (tiếng Anh: New Haven Township) là một xã thuộc quận Franklin, tiểu bang Missouri, Hoa Kỳ. Năm 2010, dân số của xã này là 2.089 người.